# Danielle Anezin
Danielle Anezin, connue également comme Danielle Leroux-Anezin ou Danielle Anezin-Leroux, est une monteuse française.

## Biographie
Elle est l'épouse du cinéaste André S. Labarthe.

## Filmographie (sélection)

### Cinéma
Sauf indication contraire, montage
- 1994 : La Plinthe (court-métrage) : réalisation et montage
- 1996 : Pour rire ! de Lucas Belvaux
- 1998 : Tokyo Eyes de Jean-Pierre Limosin
- 2003 : Un couple épatant de Lucas Belvaux
- 2003 : Cavale de Lucas Belvaux
- 2003 : Après la vie de Lucas Belvaux
- 2009 : Rapt de Lucas Belvaux
- 2011 : Mort à vendre de Faouzi Bensaïdi
- 2016 : Soy Nero de Rafi Pitts

### Télévision
- 1972 : Cinéastes de notre temps : Norman McLaren
- 1994-2016 : Cinéma, de notre temps : Rafi Pitts, Michel Gondry, Abel Ferrara, David Cronenberg, Takeshi Kitano

## Distinctions
- César 2004 : César du meilleur montage pour la Trilogie de Lucas Belvaux (Un couple épatant, Cavale et Après la vie)